# Peršaja Liha 1994-1995
L'Peršaja Liha 1994-1995 è stata la 4ª edizione della seconda serie del campionato bielorusso di calcio. La stagione è iniziata il 23 luglio 1994 ed è terminata il 29 giugno 1995.

## Stagione

### Novità
Al termine della passata stagione, è salita in massima serie lo Abutnik Lida. È retrocesso in Druhaja liha il Smena Minsk, mentre il Belarus Mar"ina Horka si è ritirato nel corso della stagione.
Dalla Vyšėjšaja Liha 1993-1994 è retrocesso lo Stroitel' Staryja Darohi. Dalla Druhaja liha sono salite Kardan-Flaers e Ataka-Aura Minsk.
Le seguenti squadre hanno cambiato denominazione:
- Il Palesse Mazyr è diventato MPKC Mazyr
- Il Sel'maš Mahilëŭ è diventato Transmaš Mahilëŭ

### Formula
Le sedici squadre si affrontano due volte, per un totale di trenta giornate. Le prime due classificate, vengono promosse in Vyšėjšaja Liha 1995. Le ultime tre, invece, retrocedono in Druhaja liha.

## Classifica finale
|  | Pos. | Squadra                  | Pt | G  | V  | N  | P  | GF  | GS | DR  |
|  | ---- | ------------------------ | -- | -- | -- | -- | -- | --- | -- | --- |
|  | 1.   | MPKC Mazyr               | 51 | 30 | 24 | 3  | 3  | 106 | 17 | +89 |
|  | 2.   | Ataka-Aura Minsk         | 43 | 30 | 18 | 7  | 5  | 57  | 20 | +37 |
|  | 3.   | Kamunal'nik Pinsk        | 40 | 30 | 16 | 8  | 6  | 45  | 26 | +19 |
|  | 4.   | KPF Slonim               | 39 | 30 | 17 | 5  | 8  | 64  | 31 | +33 |
|  | 5.   | Kardan-Flaers            | 37 | 30 | 14 | 9  | 7  | 53  | 37 | +16 |
|  | 6.   | Stroitel' Staryja Darohi | 34 | 30 | 14 | 6  | 10 | 44  | 32 | +12 |
|  | 7.   | Brėstbytchim             | 33 | 30 | 13 | 6  | 11 | 41  | 31 | +10 |
|  | 8.   | Santanas Samachvalavičy  | 32 | 30 | 10 | 12 | 8  | 40  | 34 | +6  |
|  | 9.   | Chimik Svetlahorsk       | 28 | 30 | 12 | 4  | 14 | 31  | 48 | -17 |
|  | 10.  | Tarpeda Žodzina          | 28 | 30 | 11 | 6  | 13 | 37  | 35 | +2  |
|  | 11.  | Transmaš Mahilëŭ         | 26 | 30 | 9  | 8  | 13 | 30  | 31 | -1  |
|  | 12.  | Chimvalanko Hrodna       | 25 | 30 | 7  | 11 | 12 | 15  | 35 | -20 |
|  | 13.  | Kimavec Vicebsk          | 23 | 30 | 9  | 5  | 16 | 30  | 46 | -16 |
|  | 14.  | ZLiN Homel'              | 21 | 30 | 8  | 5  | 17 | 26  | 67 | -41 |
|  | 15.  | AFViS-RŠVSM Minsk        | 17 | 30 | 5  | 7  | 18 | 29  | 79 | -50 |
|  | 16.  | Stroitel Vicebsk         | 4  | 30 | 1  | 2  | 27 | 9   | 88 | -79 |

Legenda:
      Promossa in Vyšėjšaja Liha 1995.
      Retrocessa nelle Druhaja Liha 1995
Note:
Due punti a vittoria, uno a pareggio, zero a sconfitta.